# Chionochloa flavicans
Chionochloa flavicans är en gräsart som beskrevs av Victor Dmitrievich Zotov. Chionochloa flavicans ingår i släktet Chionochloa och familjen gräs. Inga underarter finns listade i Catalogue of Life.

## Bildgalleri

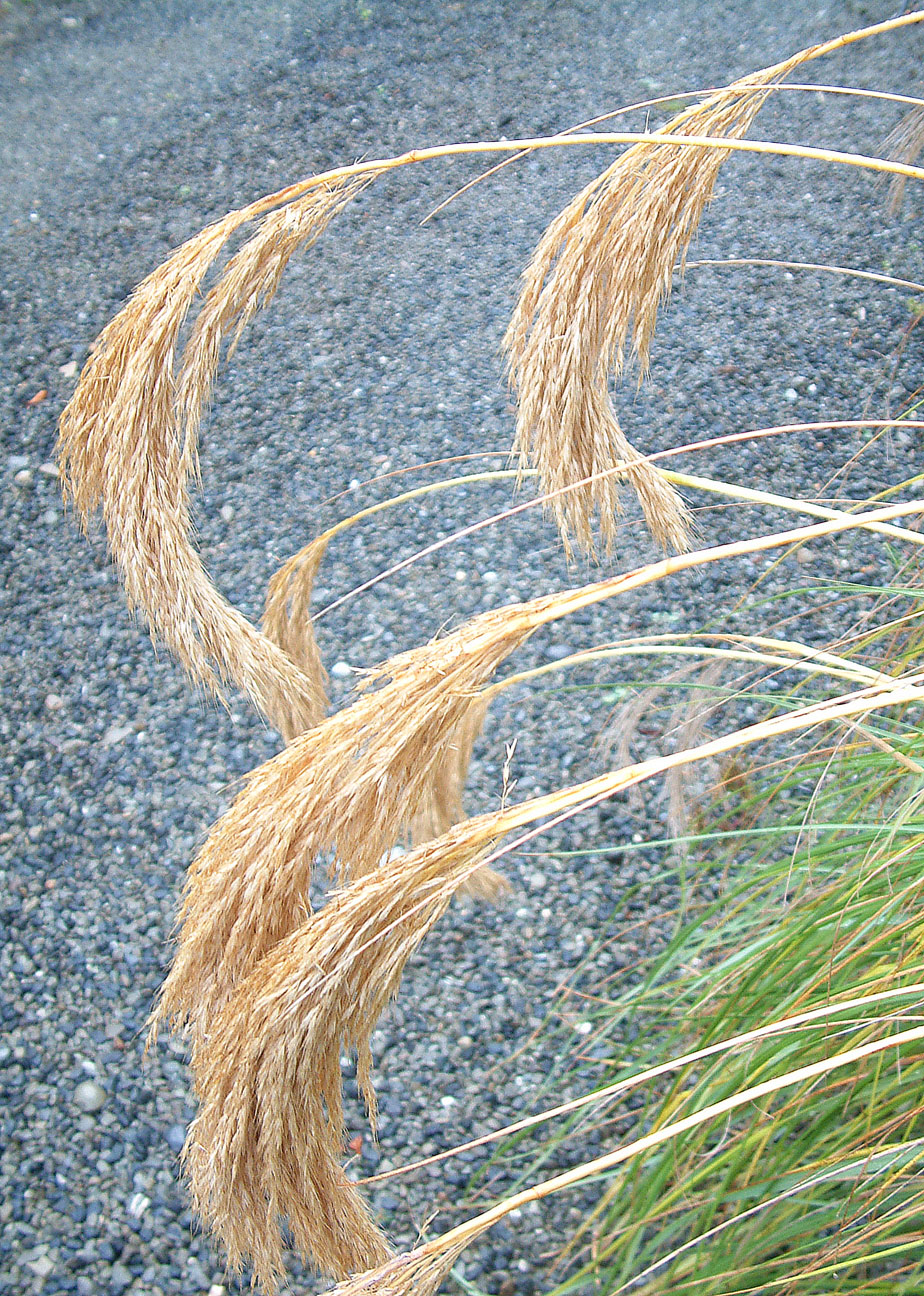
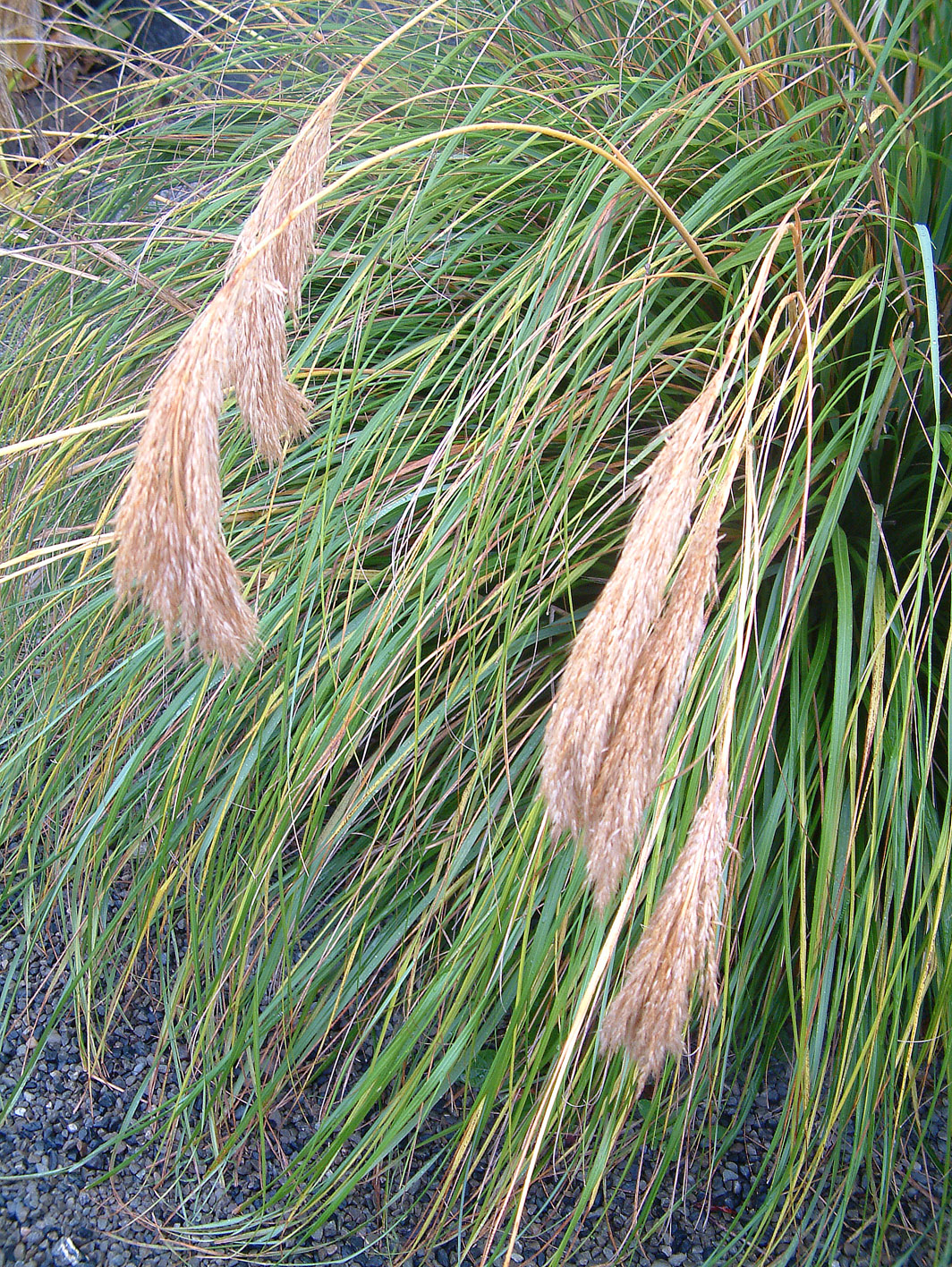